# Vegalta Sendai
El Vegalta Sendai és un club de futbol japonès de la ciutat de Sendai.

## Història
Nasqué el 1988 amb el nom de Tohoku Electric Power Co., Inc. Soccer Club. Després d'uns anys a la Japan Football League amb el nom de Brummell Sendai, ingressà el 1999 a la J-League i adoptà el nom Vegalta Sendai.

## Futbolistes destacats
- Kenji Fukuda
- Shohei Ikeda
- Teruo Iwamoto
- Pierre Littbarski
- Shigeyoshi Mochizuki
- Hajime Moriyasu
- Kazuhiro Murakami
- Jun Muramatsu
- Norio Omura
- Katsutomo Oshiba
- Hisato Satō
- Goce Sedloski
- Koya Shimizu
- Daijiro Takakuwa
- Thiago Neves
- Takahiro Yamada
- Yoshiteru Yamashita
- Borges